# Clathria leighensis
Clathria leighensis är en svampdjursart som beskrevs av Hooper 1996. Clathria leighensis ingår i släktet Clathria och familjen Microcionidae.
Artens utbredningsområde är havet kring Nya Zeeland. Inga underarter finns listade i Catalogue of Life.